# Ovens
Ovens is een plaats in het Ierse graafschap County Cork. De plaats telt 1697 inwoners.